# Marc Laffon
Pour les articles homonymes, voir Laffon.

a Compétitions nationales et continentales officielles uniquement.

Marc Laffon, né le 19 août 1982, est un joueur de rugby à XV français qui évolue au poste de talonneur au sein de l'effectif du Stade aurillacois. Il participe à la remontée en Pro D2 lors de la saison 2006-2007 (17 fois titulaire).

## Carrière

### En club
- Section paloise
- Stade aurillacois

## Palmarès

### En club
- Champion de France de Fédérale 1 : 2007 avec le Stade aurillacois